# Rhynchonema tremendum
Rhynchonema tremendum is een rondwormensoort uit de familie van de Xyalidae. De wetenschappelijke naam van de soort is voor het eerst geldig gepubliceerd in 1975 door Lorenzen.